# Wilchiwka (obwód charkowski)
Wilchiwka (ukr. Вільхівка) – wieś na Ukrainie, w obwodzie charkowskim, w rejonie charkowskim. W 2001 liczyła 1244 mieszkańców.